# China Construction Bank
Pour les articles homonymes, voir CCB.

Chinese logo

China Construction Bank (CCB) (chinois simplifié : 中国建设银行 ; chinois traditionnel : 中國建設銀行 ; pinyin : Zhōngguó Jiànshè Yínháng) est la deuxième grande banque commerciale de la république populaire de Chine.

## Histoire
La banque est fondée le 1er octobre 1954 à Pékin sous le nom People's Construction Bank of China (中国人民建设银行; Zhōngguó Rénmín Jiànshè Yínháng).
Le 26 mars 1996, elle change de nom pour devenir la China Construction Bank. En septembre 2004, elle devient la China Construction Bank Corporation.
En 2005, Bank of America fait l'acquisition de 9,9 % de China Construction Bank pour $3 milliards, puis monte à 20,9 % en rajoutant $11 milliards à son achat initial. En 2009, la BofA revend 10 % de la CCB et encaisse $7,3 milliards dans un contexte post-2008 morose.
En 2011, BofA revend 5 % de la CCB à un consortium chinois (réunissant la State Administration of Foreign Exchange, la National Social Security Fund, et CITIC Securities) pour $8,3 milliards.
En janvier 2013, en vue de son plan de développement international, la CCB signe un contrat de partenariat de 3 ans avec le club de football anglais Manchester United.
En mars 2013, la CCB investit $150 millions pour s'installer sur le marché russe dans un contexte de renforcement des échanges de matières premières entre la Chine et la Russie. Puis en mai 2013, la CCB se joint aux fonds souverains du Qatar, de la Norvège et de l'Azerbaïdjan pour racheter 55 % de la VTB, seconde banque russe, pour $3,3 milliards. En juillet 2013, la CCB démarre ses opérations dans le Luxembourg,. En novembre 2013, la CCB débourse $723 millions pour le rachat d'une participation majoritaire (72 %) dans la banque brésilienne Banco Industrial & Comercial (BicBanco). Cette acquisition permet à CCB d'obtenir les licences nécessaires pour pénétrer le marché brésilien, et s'inscrit dans le cadre du partenariat Chine-Brésil signé en mars 2013 et engageant les deux pays à $30 milliards de swap de devises.
En décembre 2014, la China Construction Bank s'implante en Suisse, à Zurich. En juin 2015, la banque annonce son intention de s'installer sur le marché français.
En juin 2015, la CCB signe un partenariat avec Euroclear qui permet à la banque chinoise d'accéder au marché du renminbi offshore de la chambre de compensation belge. En novembre 2015, le Conseil de stabilité financière classe la China Construction Bank en tant que banque systémique Cette même année, le bénéfice de la banque augmente de 0,14 % et atteint 31 milliards d'euros.
En 2016, son investissement au Brésil bat de l'aile, sa filiale enchaîne deux années de perte et la maison mère doit y injecter de nouveaux fonds ($200 millions) pour stabiliser son capital. La même année, la justice américaine découvre que la CCB héberge des fonds blanchis en provenance de la Corée du Nord.
En avril 2018, la CCB lance une agence entièrement automatisée avec reconnaissance faciale et vocale pour identifier les clients. Les opérations bancaires sont réalisées en réalité virtuelle.

## Activités

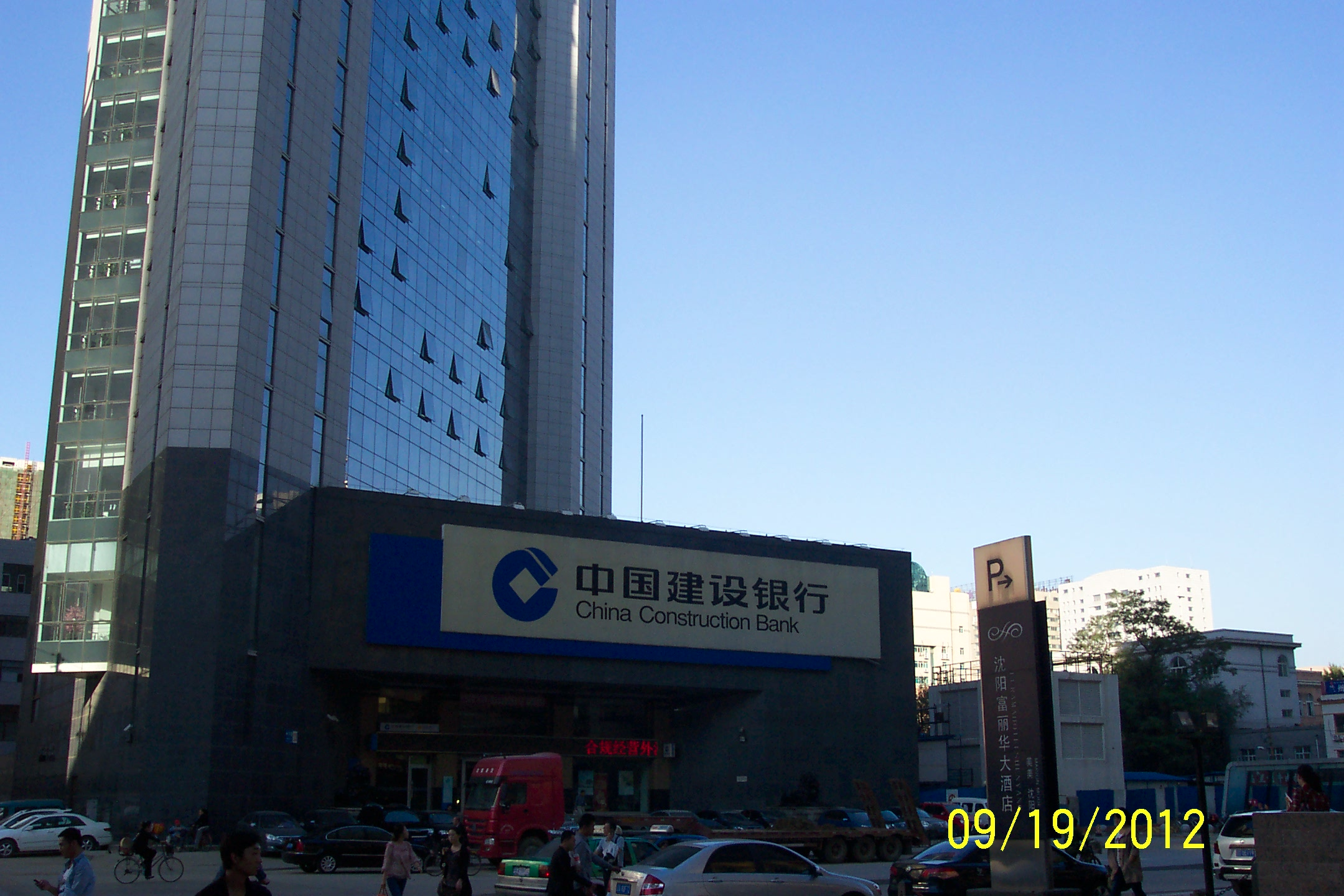
中国建设银行股份有限公司 China Construction Bank, Shenyang.

Elle est, selon le Forbes Global 2000, la deuxième entreprise mondiale au 1er mai 2017.
Elle a une filiale à Londres ainsi qu'un réseau de 13 581 agences et sous-agences en Chine et 9 agences à l'extérieur (Hong Kong, Singapour, Francfort, Johannesbourg, Tokyo, Séoul, New York, Hô Chi Minh-Ville et Sydney).
Au 1er mai 2017, le chiffre d'affaires était de 134,2 milliards de dollars pour 35 milliards de bénéfices.